# Električni vod
Električni vod je skup od jednog ili više električnih vodiča, električnih izolatora i različite druge opreme koja služi za prijenos, raspodjelu, razvođenje i priključivanje električne energije ili u telekomunikacijske svrhe (prijenos i razvođenje analognih ili digitalnih signala u javnim i posebnim mrežama, te telekomunikacijskim instalacijama u građevinama i drugim objektima). Vod za prijenos električne energije na veće udaljenosti, te za njezinu raspodjelu u pravilu je visokonaponski, a može biti nadzemni, podzemni i podvodni.

## Kabel
Kabel je izolirani vod koji se polaže u tlo (podzemni kabel) ili na dno mora, jezera i slično (podvodni kabel), a služi za prijenos i raspodjelu električne energije (energetski kabel ili električni kabel) ili za prijenos zvuka, slike i informacija, te za potrebe signalizacije, mjerenja i kontrole (telekomunikacijski kabel). Kabel se ne koristi za nadzemne (zračne) električne vodove (električni energetski vod za dalekovode), niti se kabelom smatra savitljivi izolirani električni vod za kućne instalacije i pokretljiva trošila. Kabel se sastoji od jednog ili više električnog vodiča, električne izolacije oko svakoga vodiča, plašta od kovine ili plastike, te zaštitnog plašta radi mehaničke, električne ili antikorozijske zaštite.

## Niskonaponski vod
Niskonaponski vod koristi se za razvođenje električne energije u javnim i industrijskim mrežama, te u električnim instalacijama građevina (stambene i druge zgrade, tuneli, prometnice, industrijska postrojenja, rudnici), u instalacijama vozila, plovila, letjelica i drugo (električna instalacija), te kao priključni vod, to jest za priključivanje niskonaponskih trošila na električnu instalaciju. Analogno se telekomunikacijski i drugi elektronički uređaji putem telekomunikacijskih priključnih vodova priključuju na telekomunikacijsku ili drugu signalnu instalaciju (telefonska instalacija, računalna mreža, antenska instalacija i drugo).

### Priključni vod
Priključni vod za spajanje niskonaponskih trošila na električnu instalaciju gibak je i savitljiv, a može biti jednožilan i višežilan, već prema broju žila (žica) za vođenje električne struje. Često se više žila zajedno usuče i zaštiti izolacijom u jedan višežilni vod. Osnovna je izvedba priključnoga voda masivna žica ili bakreno uže, obavijeno brizganim slojem nekoga polimernoga materijala, kao što je na primjer poli(vinil-klorid) (PVC), poliuretan i etilen/vinil-acetatna plastika, ili slojem gume (na primjer silikonska guma). Za priključak pokretnih trošila u kućanstvu općenito se koristi obični priključni gipki vod s PVC izolacijom i PVC plaštem, a za stolne svjetiljke, radioaparate, uredske strojeve i slično laki priključni gipki vod. Lakši radionički strojevi i veća pokretna trošila u kućanstvu (na primjer usisavač prašine) priključuju se na instalaciju s pomoću običnoga gipkog voda s gumenom izolacijom i gumenim plaštem, a teški strojevi na otvorenome s pomoću gipkoga voda s gumenom izolacijom i plaštem. Za primjenu u vodi (za električnu rasvjetu, priključak crpke i slično) koristi se teški, vodootporni, gumom izolirani i gipki vod s plaštem. Za stalno polaganje u toplinskim trošilima primjenjuje se jednožilni ili višežilni vod s izolacijom od silikonske gume, za ukrasnu rasvjetu unutarnjih prostora, na primjer za žaruljice božićnoga drvca, međusobno usukane žile gipkoga voda s dvoslojnom PVC izolacijom, a za vanjsku ukrasnu rasvjetu gumom izolirani i gipki vod s plaštem.